# Pelotte

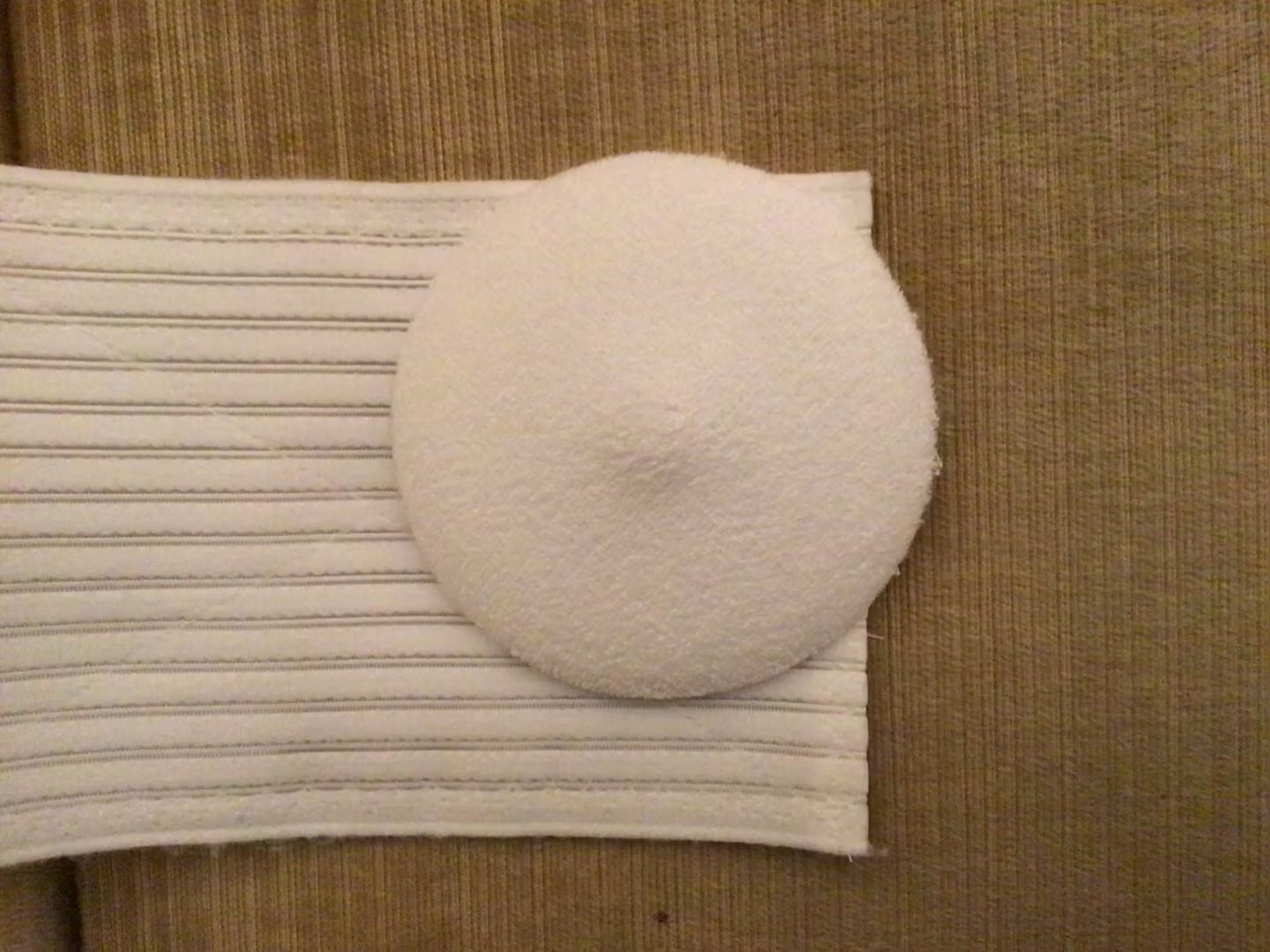
Pelotte mit Klett an einem Bruchband befestigt

 Die Pelotte (französisch la pelote = das Knäuel) ist ein ballenförmiger, meist halbkugeliger Gegenstand (bzw. Polster), der in der Regel zu medizinischen Zwecken zur Kompression oder zum Zusammendrücken oder Weghalten von Gewebe genutzt wird.
An einem Bruchband befestigt dient die Pelotte dazu, durch Druck auf die Bruchpforte zu verhindern, dass Bauchorgane in den Bruchsack austreten. Mit einer an einem Röntgendurchleuchtungsgerät befestigten Pelotte wird während der Durchleuchtungsuntersuchung des Darms der Bauch komprimiert, um die Durchleuchtungstrecke durch den Körper zu verkleinern und dadurch das Zielorgan besser und schärfer abbilden zu können.
In der Fußorthopädie wird die Pelotte zum Abstützen von Spreizfüßen eingesetzt. Dabei wird die Pelotte entweder in Einlagen eingebaut, als Bandage um den Mittelfuß geführt oder als Klebepelotte auf den Schuh montiert.
Bei einer Skoliosenbehandlung mittels Orthese (Korsett) kommen Pelotten an den Aufrichtungspunkten zum Einsatz.
Das Adjektiv "pelottiert" (irrtümlicherweise wird gelegentlich "pelottig" verwendet) beschreibt bei einer medizinischen Untersuchung die halbkugelige Impression eines Hohlorgans durch ein anderes Organ bzw. einen Tumor. Z. B. kann bei einer Magenspiegelung der Magen durch eine vergrößerte Milz pelottiert oder bei einer Röntgenuntersuchung der Harnblase diese durch die Gebärmutter pelottiert sein.
Bei einem Bandscheibenvorfall kann der Duralsack pelottiert werden.